# Andrea del Castagno
Andrea di Bartolo di Bargilla, llamado Andrea del Castagno (Castagno d'Andrea, c. 1421 - 19 de agosto de 1457), fue un pintor cuatrocentista italiano. Le influyeron principalmente Tommaso Masaccio y Giotto di Bondone. Sus obras incluyen frescos en el Cenáculo de Santa Apolonia de Florencia y el monumento ecuestre pintado de Niccolò da Tolentino (1456) en la Catedral de Florencia. A su vez, influyó en la escuela ferraresa de Cosimo Tura, Francesco del Cossa y Ercole de' Roberti (Ercole Ferrarese). Es probable que fuera maestro de los Pollaiuolo. 

## Biografía

### Primeros años

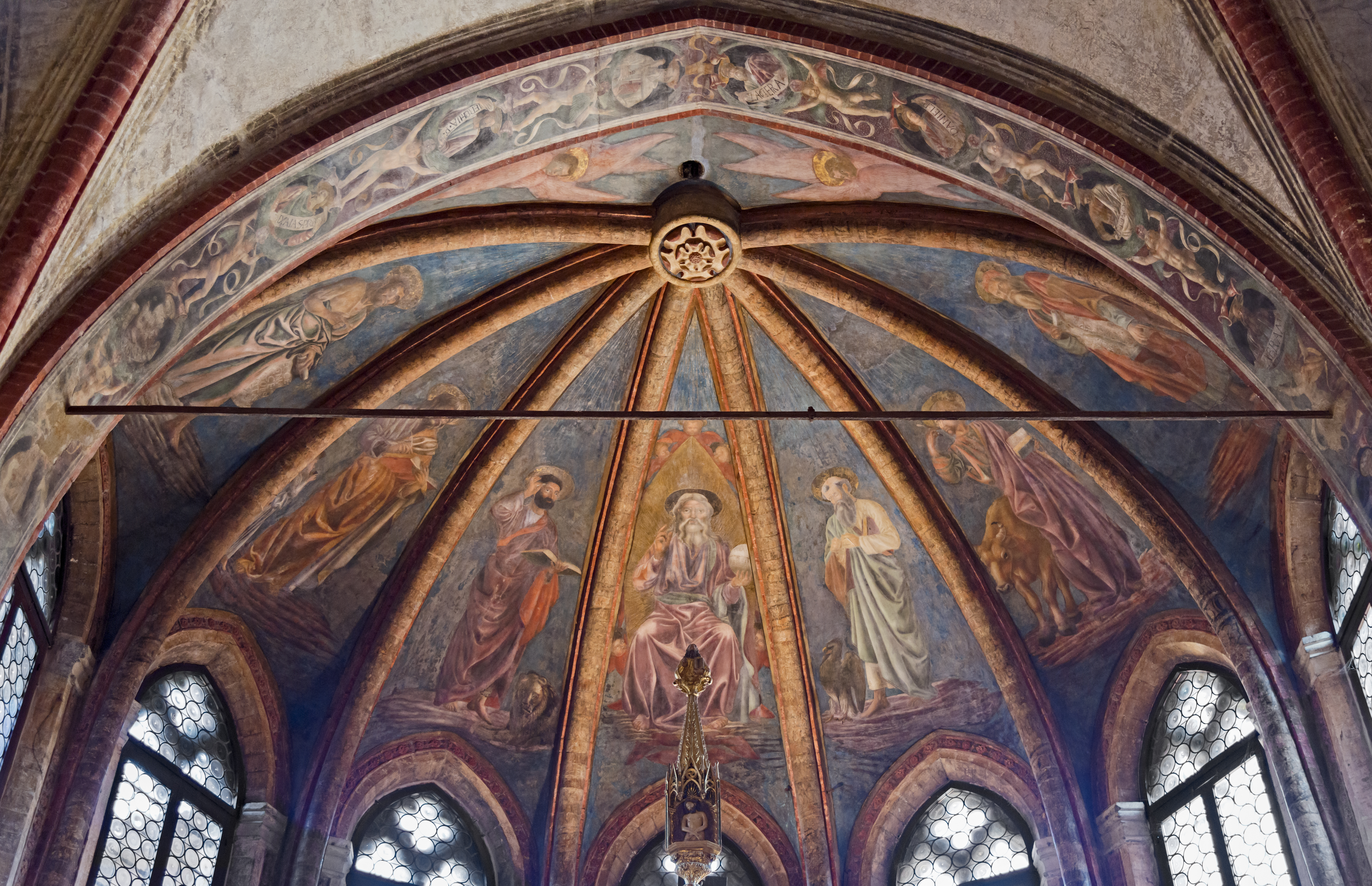
Frescos en la capilla de San Tarasio de la iglesia de San Zacarías

Andrea del Castagno nació en Castagno d'Andrea, un pueblo cerca de Monte Falterona, perteneciente al municipio de San Godenzo, cercano a Florencia. Durante la guerra entre Florencia y Milán, vivió en Corella, regresando a su hogar cuando acabó. En 1440 se trasladó a Florencia bajo la protección de Bernardo de Médici. Aquí pintó retratos de los ciudadanos ahorcados después de la Batalla de Anghiari en la fachada del Palazzo del Podestà, obteniendo así el mote de Andrea degli Impiccati («Andrés de los Ahorcados»).
Se sabe poco de su formación, aunque se ha lanzado la hipótesis de que fue aprendiz de Fra Filippo Lippi y Paolo Uccello. En 1440-1441 pintó el fresco de Crucifixión y Santos en el Ospedale di Santa Maria Nuova, cuya construcción, orientada según la perspectiva, y las figuras, muestran la influencia de Masaccio.
En 1442 estaba en Venecia donde pintó frescos en la capilla de San Tarasio de la iglesia de San Zacarías. Más tarde trabajó también en la Basílica de San Marcos, dejando un fresco sobre la Muerte de la Virgen (1442-1443).
De vuelta a Florencia, diseñó una vidriera con el Desprendimiento para uno de los tragaluces de la cúpula del Duomo. El 30 de mayo de 1445 se matriculó dentro del gremio del Arte dei Medici e degli Speziali. Del mismo año es el fresco de la Virgen con Niño y Santos de la colección Contini Bonacossi.

### LaÚltima Cena

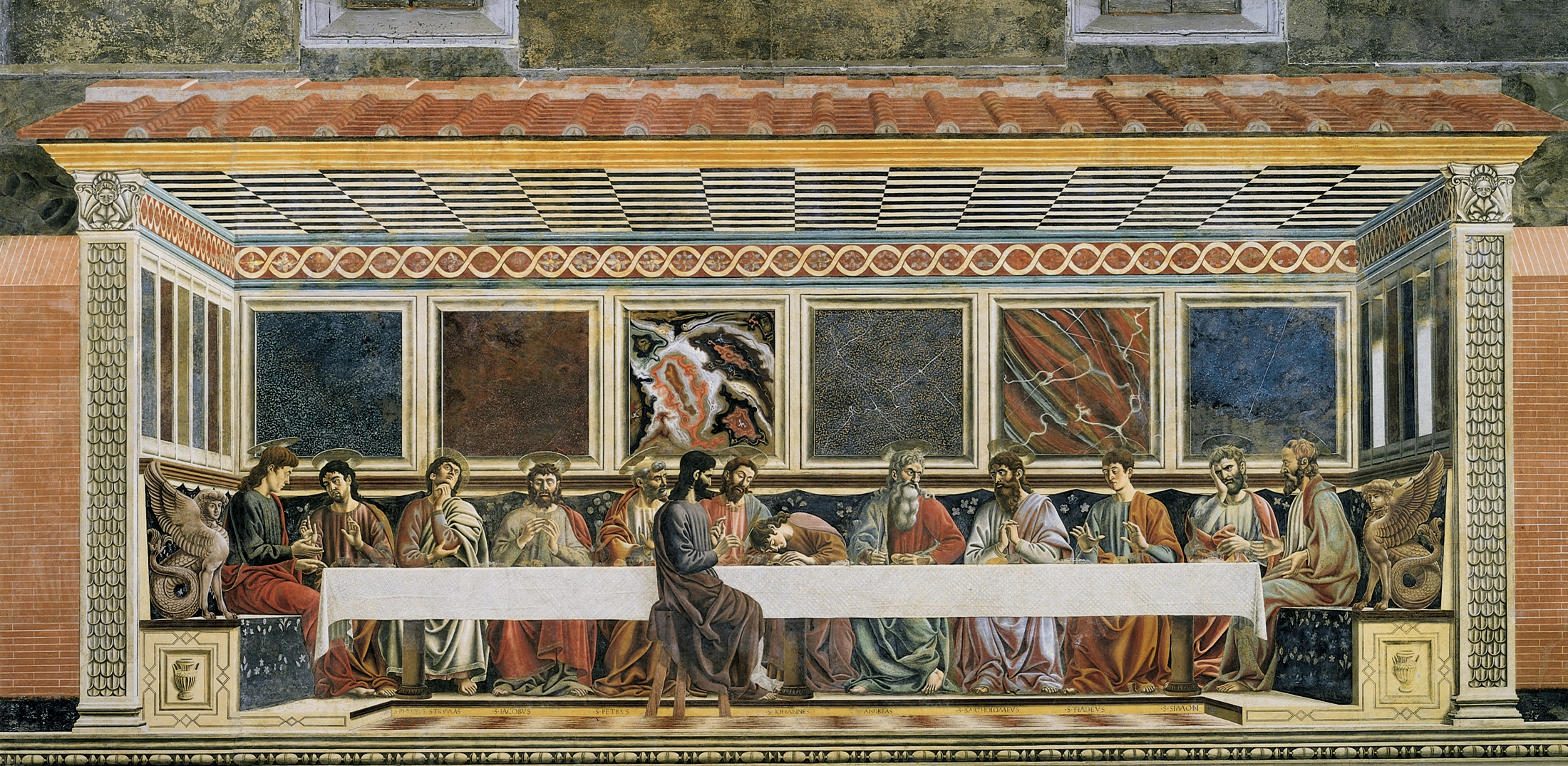
La Última Cena del Cenáculo de Santa Apolonia.

En 1447 trabajó en el Cenáculo de Santa Apolonia en Florencia, pintando, en la parte inferior, un fresco con el tema de La Última Cena, acompañado por otras escenas que representaban el Descendimiento, la Resurrección, y una Crucifixión, que actualmente se encuentran dañados. Pintó asimismo un luneto en el claustro, representando una Pietà.
La Última Cena muestra lo mejor del talento de Castagno. La composición de figuras equilibradas en un marco arquitectónico es particularmente destacado. Por ejemplo, la postura de San Juan de dormir inocentemente contrasta nítidamente con la pose tensa y derecha de Judas el traidor, y las posiciones de las manos de las parejas finales de apóstoles en cada extremo del fresco se reflejan la una a la otra con un logrado realismo. Los colores de las ropas de los apóstoles y sus posturas contribuyen al equilibrio de la obra.
El detalle y naturalismo de este fresco ejemplifica las maneras en que del Castagno se apartó de los estilos artísticos que le precedieron. Las paredes de mármol, muy detalladas, recuerdan a las pinturas murales del «primer estilo» romano, y los pilares y las estatuas hacen pensar en la escultura clásica y prefiguran la pintura de trampantojo. Más aún, los reflejos de color en el pelo de las figuras, las ropas ondulantes, y una perspectiva creíble en los halos presagian innovaciones futuras. En esta obra se aprecia el contacto con el estilo de Donatello y la preocupación del pintor por la fuerza y la expresión, creando figuras de una monumentalidad dura y escultórica.

### Actividad posterior

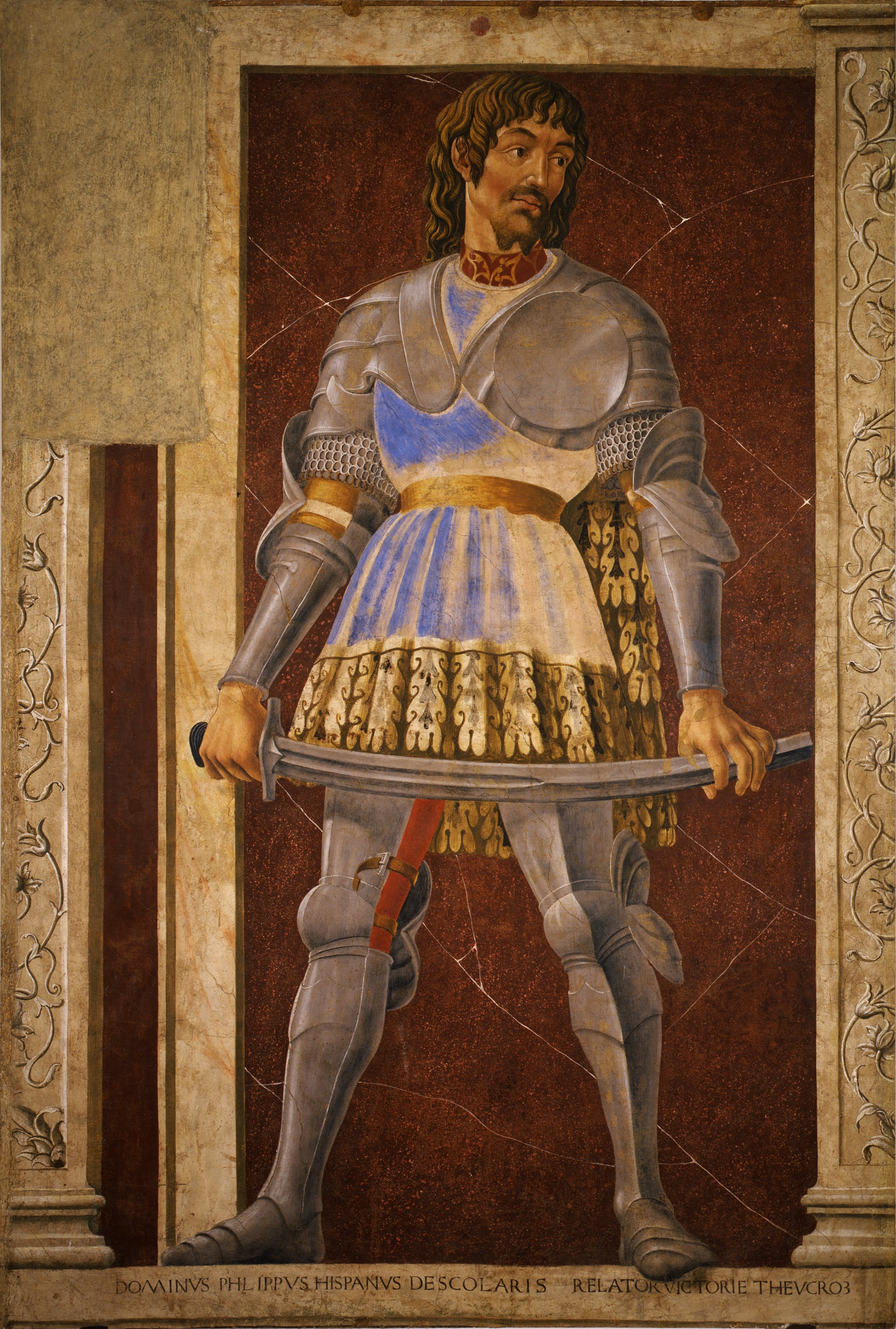
Retrato del condottiero Pippo Spano (c. 1448), témpera sobre tabla, Galería Uffizi de Florencia.

En 1449-1450 pintó la Asunción con los santos Julián y Miniato para la iglesia de San Miniato fra le Torri (hoy en Berlín). En los mismos años colaboró con Filippo Carducci en una serie de frescos sobre Personajes ilustres para la Villa Carducci en Legnaia. Entre ellos se incluyeron Pippo Spano, Farinata degli Uberti, Niccolò Acciaioli, Dante, Petrarca, Boccaccio, la Sibila de Cumas, Ester y Tomiris. 
También de alrededor de 1450 es la Crucifixión de Londres, así como el David con la cabeza de Goliat y el Retrato de un hombre de Washington. Entre enero de 1451 y septiembre de 1453 acabó los frescos con Escenas de la Vida de la Virgen que dejó inconclusos Domenico Veneziano en la iglesia florentina de San Egidio (hoy perdidos). En octubre Filippo Carducci le encargó frescos para su villa en Soffiano, de la que hoy sobreviven una Eva y una Virgen con Niño dañada.
En 1455 Andrea del Castagno trabajó en la Basílica de la Santísima Anunciada (frescos con Trinidad con san Jerónimo y dos santas mujeres y San Julián y el Redentor, mostrando la primera de estas obras un marcado realismo). También a estos años cabe atribuir una Crucifixión para Santa Apolonia. En 1456 ejecutó en la catedral el famoso fresco de la Estatua ecuestre de Niccolò da Tolentino en Santa María del Fiore (Florencia), que es análogo al cuadro similar de Paolo Uccello representando a John Hawkwood.
Vasari, un artista y biógrafo del Renacimiento italiano, cuenta que Castagno asesinó a Domenico Veneziano, aunque esto es inverosímil dado que Veneziano murió en 1461, cuatro años después que Castagno falleciese debido a la peste.
Este mismo autor definió su pintura de una manera que aún hoy se puede considerar válida: 

Dominó perfectamente las dificultades del arte y, especialmente, las del dibujo, pero sus colores, fuertes y crudos, disminuyen en gran parte su valor y gracia (...) Destaca porque es capaz de dotar de movimiento a sus personajes y dar una expresión inquietante a sus rostros (...), en los que un trazo vigoroso subraya la gravedad.